# Ceratojoppa seyrigi
Ceratojoppa seyrigi là một loài tò vò trong họ Ichneumonidae.